# Cyclophora scorteata
Cyclophora scorteata là một loài bướm đêm trong họ Geometridae.